# Evergem
Evergem este o comună neerlandofonă situată în provincia Flandra de Est, regiunea Flandra din Belgia. La 1 ianuarie 2008 avea o populație totală de 32.545 locuitori. 

## Geografie
Comuna actuală Evergem a fost formată în urma unei reorganizări teritoriale în anul 1977, prin înglobarea într-o singură entitate a 4 comune învecinate. Suprafața totală a comunei este de 75,04 km². Comuna este subdivizată în secțiuni, ce corespund aproximativ cu fostele comune de dinainte de 1977. Acestea sunt:
| - I. Evergem - V. Wippelgem - VI. Doornzele - VII. Kerkbrugge-Langerbrugge - VIII. Belzele - II. Ertvelde - IX. Rieme - III. Sleidinge - IV. Kluizen |

Localitățile limitrofe sunt:
- a. Lembeke (Kaprijke)
- b. Oosteeklo (Assenede)
- c. Assenede
- d. Zelzate
- e. Gent
- f. Wondelgem (Gent)
- g. Mariakerke (Gent)
- h. Vinderhoute (Lovendegem)
- i. Lovendegem
- j. Waarschoot

## Localități înfrățite
- Ecuador: Guaranda;
- Germania: Großenkneten;
- România: Daneș.